# Elisa Templari
Elisa Templari (Montevarchi, 19 settembre 1989) è una cestista italiana.

## Carriera
Guardia di 173 cm, ha giocato in A1 con La Spezia e con Lucca; inoltre ha vestito la maglia della Nazionale italiana.

## Statistiche

### Cronologia presenze e punti in Nazionale
| Cronologia completa delle presenze e dei punti in Nazionale - Italia | Cronologia completa delle presenze e dei punti in Nazionale - Italia | Cronologia completa delle presenze e dei punti in Nazionale - Italia | Cronologia completa delle presenze e dei punti in Nazionale - Italia | Cronologia completa delle presenze e dei punti in Nazionale - Italia | Cronologia completa delle presenze e dei punti in Nazionale - Italia | Cronologia completa delle presenze e dei punti in Nazionale - Italia | Cronologia completa delle presenze e dei punti in Nazionale - Italia |
| Data                                                                 | Città                                                                | In casa                                                              | Risultato                                                            | Ospiti                                                               | Competizione                                                         | Punti                                                                | Note                                                                 |
| -------------------------------------------------------------------- | -------------------------------------------------------------------- | -------------------------------------------------------------------- | -------------------------------------------------------------------- | -------------------------------------------------------------------- | -------------------------------------------------------------------- | -------------------------------------------------------------------- | -------------------------------------------------------------------- |
| 10/12/2012                                                           | Orvieto                                                              | Ceprini Orvieto                                                      | 61 - 67                                                              | Italia                                                               | Amichevole                                                           | 2                                                                    | [ 1 ]                                                                |
| 04/03/2013                                                           | Ariano Irpino                                                        | LPA Ariano Irpino                                                    | 49 - 71                                                              | Italia                                                               | Amichevole                                                           | 6                                                                    | [ 2 ]                                                                |
| Totale                                                               |                                                                      | Presenze                                                             | 2                                                                    |                                                                      | Punti                                                                | 8                                                                    |                                                                      |